# سامیت (آرکانزاس)
سامیت (آرکانزاس) (به انگلیسی: Summit, Arkansas) یک شهر در ایالات متحده آمریکا با جمعیت ۵۸۶ نفر است که در آرکانزاس واقع شده‌است.

## موقعیت جغرافیایی
موقعیت جغرافیایی شهرها و مناطق اطراف به شرح زیر است: